# 南川のりこ
南川 のりこ（みながわ のりこ、11月11日 - ）は日本の女性声優。以前は賢プロダクション、トリトリオフィスに所属していた。埼玉県出身。旧芸名：皆川 典子。

## 略歴
勝田声優学院卒業生。

## 人物
資格は第一種普通自動車運転免許、司書資格、裏千家初級。趣味・特技は水泳、マット運動、雑貨集め、散歩、フリーペーパー収集。

## 出演
太字はメインキャラクター。

### テレビアニメ
- ケモノヅメ （2006年）
- こてんこてんこ（2006年、妖精）

### OVA
- 魔法少女隊アルス THE ADVENTURE（2007年、アイちゃん）

### ゲーム
- 幻想水滸伝IV（2004年、アメリア）
- 十次元立方体サイファー（2004年、日向真琴）
- OZ -オズ-（2005年、ジュジュ）
- Rhapsodia（2005年、アメリア）
- 高円寺女子サッカー（2006年、難波花梨）
- THE メイド服と機関銃（2006年、マサキ）
- PhaseD 黒聖の章（2012年、久世優花[3]）
- キサラギGOLD★STAR -NONSTOP GO GO!!-（2013年、久遠三日[4]）

### ボイスオーバー
- マーサ・スチュワート

### ラジオCM
- 応援家族
- キレイに大豆
- 太平洋フェリー